# Molí d'Antó
El Molí d'Antó és una obra de Colldejou (Baix Camp) inclosa a l'Inventari del Patrimoni Arquitectònic de Catalunya.

## Descripció
Molí ubicat als voltants del Mas de Magrinyà, a prop del Molí de l'Antó. Es tracta d'una estructura de reduïdes dimensions en comparació a altres de la zona. com el Molí paperer del Mas de Magrinyà. Es troba parcialment enderrocat, restant-ne simplement algunes parts de les parets de l'estructura arquitectònica quadrangular, bastides amb pedra escairada i morter.